# Marc-Louis Ropivia
Marc-Louis Ropivia, né en 1951 à Port-Gentil, est un géographe, universitaire et homme politique gabonais, ancien ministre de l'Éducation nationale, de l'Enseignement supérieur et de la Recherche scientifique. 
En 1993, il fonde le Centre d'études et de recherches en géosciences politiques et prospective de l’Afrique subsaharienne (CERGEP). Il est depuis 2004 professeur titulaire au département de géographie de l'université Omar-Bongo à Libreville et depuis mars 2013, recteur de l'Université Omar Bongo.

## Biographie

### Études supérieures
De 1970 à 1972, il entreprend ses études supérieures à l'Université nationale du Gabon au département d'histoire-géographie. À ce titre il appartient à la première promotion des étudiants fondateurs de ce qui va devenir l'Université Omar-Bongo en 1978. Survient alors dans son parcours une éclipse universitaire de 1972 à 1975, période au cours de laquelle il est détenu comme prisonnier politique aux côtés d'un certain nombre d'acteurs comme Pierre-Louis Agondjo Okawe, Joseph Rénjambé Issani, Bernard Ondo Nzé, Anselme Nzoghe, Aganga Akèlagelo, , etc. à la prison centrale de Libreville. Au sortir de cette épreuve, il entame au Canada, de 1976 à 1978, des études de géographie à l'Université du Québec à Chicoutimi (UQAC), couronnées par un diplôme de baccalauréat ès science (B.sc.). En 1979 il entre à l'Université Laval de Québec où il obtient en 1982 une maîtrise ès art (M.A.) en géographie politique. C'est dans cette même université qu'il obtient en 1985 son doctorat (Ph.D) en géopolitique et géostratégie.

### Fonctions exercées
De retour au Gabon en 1986, il entame une carrière d'enseignant permanent au département de géographie de l'université Omar-Bongo qui le conduit aux grades de maître-assistant (1989), maître de conférences (1996) et professeur titulaire (2004). Il devient par la suite, à la faveur de la Conférence nationale, ministre des petites et moyennes entreprises, chargé de l’artisanat de mai à décembre 1990 puis ministre de l’Éducation nationale, de l’Enseignement supérieur et de la Recherche scientifique de décembre 1990 à juin 1991 et enfin secrétaire général du gouvernement de septembre 1991 à décembre 1992. En 1999, il devient président de l’Association des géographes gabonais, de 2000 à 2013 premier président de la Fédération gabonaise du sport universitaire (FEGASU), en 2001 il est membre du bureau exécutif de la sous-commission géographie politique de l’union géographique internationale (UGI). 
Par ailleurs, du 21 au 23 octobre 2014, il préside le comité des experts de la 31e session ordinaire du conseil des ministres du CAMES. Du 18 au 20 février 2015, à Ouagadougou (Burkina Faso), il dirige en qualité de président intérimaire le 4e comité consultatif général (CCG) extraordinaire du CAMES et enfin, le 8 décembre 2016, à Douala (Cameroun), il participe à la réunion constitutive du réseau des établissements d’enseignement supérieur et institutions de recherche d’Afrique centrale (REESIRAC) dont il est élu premier président. En outre il a siégé de 2013 à 2017 à titre de vice-président à l’association des universités africaines (AUA/AAU).

### Expertise et consultance
À de nombreuses reprises, son expertise est sollicitée en qualité de consultant à la Coalition mondiale pour l’Afrique (Washington), au PNUD dans le cadre de l'exercice de planification stratégique à long terme (Gabon 2025).    

## Sélection de travaux

### Travaux académiques
- 1978 : Les Capitales politiques des États anciennement colonisés et les fondements actuels de leur relocalisation - Mémoire de baccalauréat
- 1981 : Les Capitales politiques des États anciennement colonisés d’Afrique et les fondements actuels de leur relocalisation - Thèse de maitrise ès Arts (M. A.)
- 1985 : La Géopolitique africaine et le fédéralisme nucléaire : critique et reformulation des fondements conceptuels et géographiques des organisations africaines, Université Laval (Québec) École des gradués, 1985, 530 p. (thèse de doctorat), université Panthéon-Sorbonne (Paris)

### Ouvrages
- 1979 : Les Capitales politiques des états anciennement colonisés et les fondements actuels de leur relocalisation : le cas du Gabon Université du Québec, Laboratoire de géographie régionale, Chicoutimi, 1979, 90 p.
- 1994 :  Géopolitique de l'intégration en Afrique noire : travaux du Centre d'études et de recherches en géopolitique et prospective (CERGEP), L'Harmattan, Paris, 1994, 236 p.  (ISBN 2-7384-1957-7)
- 1995 : Atlas de la formation territoriale du Gabon : frontières et unités administratives des origines à nos jours (en collab. avec Jules Djéki) , Libreville, CERGEP/ ACCT, 63 p.
- 2001 : Quatre études sur le Mvett, CERGEP, Libreville, 2001
- 2007 : Batailles navales précoloniales en Afrique : géopolitique du Buganda et du Manyema au XIXe siècle, Institut de Stratégie comparée, Economica, Paris, 2007, 114 p.  (ISBN 978-2-7178-5414-5)
- 2007 : L'Afrique et le Gabon au XXIe siècle : révolution développementaliste ou développement du sous-développement, Mare & Martin, Paris, 2007, 350 p.  (ISBN 978-2-84934-047-9)
- 2007 : Manuel d'épistémologie de la géographie : écocide et déterminisme anthropique, L'Harmattan, Paris, 2007, 138 p.  (ISBN 978-2-296-04678-8)
- 2013 : Paul-Marie Indjendjet Gondjout, un pionnier dans la construction du Gabon contemporain, Libreville, Les Éditions du Cenarest, 2013, 178 p.
- 2015 : Enseignement supérieur et développement durable et responsable, perception d’un universitaire de la zone intertropicale, Paris, Éditions des Archives Contemporaines, 2015, 23 p.